# Seis Naciones Femenino 2011
El Seis Naciones Femenino de 2011 fue la decimosexta edición del principal torneo de rugby femenino europeo.

## Participantes
- Escocia
- Francia
- Gales
- Inglaterra
- Irlanda
- Italia

## Clasificación
| Pos. | País       | Partidos | Partidos | Partidos  | Partidos | Anotación | Anotación | Anotación  | Puntos |
| Pos. | País       | Jugados  | Ganados  | Empatados | Perdidos | A favor   | En contra | Diferencia | Puntos |
| ---- | ---------- | -------- | -------- | --------- | -------- | --------- | --------- | ---------- | ------ |
| 1    | Inglaterra | 5        | 5        | 0         | 0        | 223       | 8         | +215       | 10     |
| 2    | Francia    | 5        | 4        | 0         | 1        | 113       | 51        | +62        | 8      |
| 3    | Irlanda    | 5        | 2        | 0         | 3        | 74        | 70        | +4         | 4      |
| 4    | Gales      | 5        | 2        | 0         | 3        | 64        | 72        | -8         | 4      |
| 5    | Italia     | 5        | 2        | 0         | 3        | 68        | 130       | -62        | 4      |
| 6    | Escocia    | 5        | 0        | 0         | 5        | 20        | 231       | -211       | 0      |

## Resultados
| 4 de febrero | Francia | 53 - 3 | Escocia |  |  |

| 6 de febrero | Italia | 5 - 26 | Irlanda |  |  |

| 6 de febrero | Gales | 0 - 19 | Inglaterra |  |  |

| 11 de febrero | Irlanda | 12 - 14 | Francia |  |  |

| 12 de febrero | Inglaterra | 68 - 5 | Italia |  |  |

| 13 de febrero | Escocia | 12 - 41 | Gales |  |  |

| 26 de febrero | Escocia | 5 - 22 | Irlanda |  |  |

| 27 de febrero | Inglaterra | 16 - 3 | Francia |  |  |

| 27 de febrero | Italia | 12 - 8 | Gales |  |  |

| 13 de marzo | Inglaterra | 89 - 0 | Escocia |  |  |

| 13 de marzo | Italia | 20 - 28 | Francia |  |  |

| 13 de marzo | Gales | 15 - 14 | Irlanda |  |  |

| 18 de marzo | Irlanda | 0 - 31 | Inglaterra |  |  |

| 19 de marzo | Francia | 15 - 0 | Gales |  |  |

| 20 de marzo | Escocia | O - 26 | Italia |  |  |

| Bandera de Inglaterra |
| Campeón Inglaterra    |
| Décimo segundo título |